# Diolgrerys González
Diolgrerys Javid González Losada (Puerto Ayacucho, Venezuela, 1 de febrero de 1993) es un futbolista venezolano que juega como delantero y su actual equipo es el Portuguesa Fútbol Club de la Primera División de Venezuela.

## Clubes
| Club          | País      | Año                |
| ------------- | --------- | ------------------ |
| Monagas SC    | Venezuela | 2015-2016          |
| Portuguesa FC | Venezuela | 2017 - Actualmente |

## Monagas Sport Club

### Torneo Apertura y Clausura 2016
Para el Torneo Apertura de 2016 continuó jugando con el Monagas SC y aun sigue en el Torneo Clausura 2016. Logra su primer gol, el 13 de julio en un encuentro de Copa Venezuela contra Diamantes de Guayana, partido que finalizó 2 a 1 a favor del Monagas Sport Club. Para el 24 de julio, en un encuentro con el Estudiantes de Caracas SC, Gonzales anota un gol, partido que terminó 2 a 0 a favor del Monagas. El 27 de julio en el encuentro de vuelta por la Copa Venezuela, logra un gol partido que finalizó 4 a 0. Logra un gol, el 7 de agosto ante Llanero EF.

## Estadísticas
- Última actualización el 8 de agosto de 2016.

| Equipo     | Temporada | Liga             | Liga             | Copas nacionales | Copas nacionales | Copas internacionales | Copas internacionales | Total | Total                              |   |
| Equipo     | Temporada | PJ               | Goles            | PJ               | Goles            | PJ                    | Goles                 | PJ    | align=center rowspan="29 "\| Goles |   |
| Venezuela  | Venezuela | Primera División | Primera División | Copa Venezuela   | Copa Venezuela   | CONMEBOL              | CONMEBOL              | PJ    |                                    |   |
| ---------- | --------- | ---------------- | ---------------- | ---------------- | ---------------- | --------------------- | --------------------- | ----- | ---------------------------------- | - |
| Monagas SC | 2016      | 15               | 2                | 2                | 2                | 0                     | 0                     | PJ    | 17                                 | 4 |
| Monagas SC | Total     | 15               | 2                | 2                | 2                | 0                     | 0                     | PJ    | 17                                 | 4 |
| Total      | Total     | 15               | 2                | 2                | 2                | 0                     | 0                     | PJ    | 17                                 | 4 |